# Виля Каналес
Виля Каналес (на испански: Villa Canales) е град в департамент Гватемала, Гватемала. Населението на града през 2002 година е 77 638 души.